# Dannhausen (Bergen)
Dannhausen ist ein Gemeindeteil der Gemeinde Bergen im Landkreis Weißenburg-Gunzenhausen (Mittelfranken, Bayern). Dannhausen liegt in der Gemarkung Thalmannsfeld.

## Lage
Das Dorf liegt ca. 15 Kilometer östlich von Weißenburg und drei Kilometer östlich von Bergen im Osten des Landkreises Weißenburg-Gunzenhausen. Der Weiherespangraben, einer der beiden Quellflüsse des Erlenbachs, entspringt an einem Waldrand nordöstlich und fließt an dem Ort vorbei. In Dannhausen kreuzen sich die Kreisstraßen WUG 14 und die nach Bergen führende WUG 15/RH 23. Nördlich verläuft die Gemeindegrenze zu Heideck, östlich zu Thalmässing. Unweit liegt das Quellgebiet der Thalach.

## Geschichte
Dannhausen war bis zur Gemeindegebietsreform ein Gemeindeteil der Gemeinde Thalmannsfeld. Am 1. Mai 1978 wurde Thalmannsfeld nach Bergen eingemeindet.

## Baudenkmäler
- Hauns Nr. 8: Bauernhaus
- Haus Nr. 91⁄2: Austragshaus

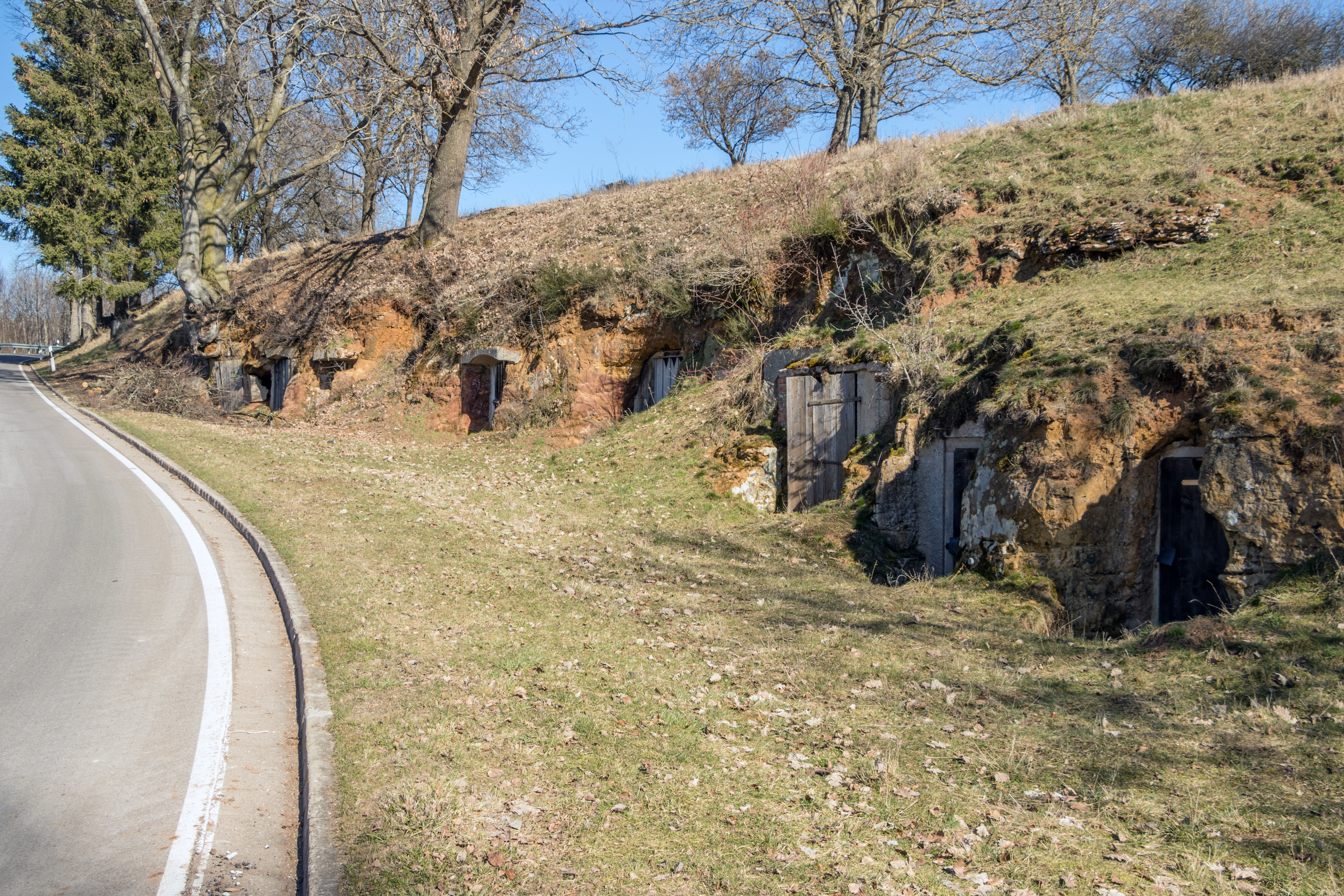
Kellergasse bei Dannhausen

- Am nördlichen Ortsausgang befindet sich eine Kellergasse. Diese besteht aus mindestens 18, kleineren Felsenkellern die jedoch zum Teil einsturzgefährdet oder bereits schon eingefallen sind.